# José Manzano
José Inocencio Edelmiro Manzano Briseño (Ciudad Guzmán, Jalisco, 28 de enero de 1885 – Guadalajara, 8 de noviembre de 1972) fue un político, militar y médico homeópata mexicano. 

## Biografía
Fue hijo de José Manzano y Carmen Briseño. Hizo sus estudios en Jalisco. En el año de 1914 se alzó en armas durante la Revolución mexicana, formando con sus peones un conjunto que se incorporó a las fuerzas del general Manuel M. Diéguez, alcanzando el grado de coronel y más tarde el de Jefe del Estado Mayor de esas tropas. 
En 1917 fue elegido diputado constituyente por el estado de Querétaro. Posteriormente desempeñó diversos cargos, en la administración de Venustiano Carranza, ocupó la Jefatura de Hacienda en Guadalajara; fue Secretario General del Penal de las Islas Marías en el mismo periodo en que fue director el general Francisco J. Mújica; Intendente General de la Secretaría de Gobernación; con el general Lázaro Cárdenas del Río, cuando éste fue Presidente de la República, ocupó el cargo de agente de Economía en la Secretaría de Agricultura y Fomento en Jalisco; fue Jefe de Personal de la Secretaría de Comunicaciones y Obras Públicas; y Auditor General de la Secretaría de Comunicaciones y Obras Públicas.
Se retiró a la vida privada para administrar una pequeña propiedad en Zapopan, Jalisco, la que posteriormente convirtió en la colonia Constitución de 1917, donde la nomenclatura la llevan los nombres de sus compañeros de Congreso. 
Falleció el 8 de noviembre de 1972 en la ciudad de Guadalajara, Jalisco, y fue inhumado en el Panteón de Mezquitán de esa misma ciudad.